# Rapunselklokke
Rapunsel-Klokke (latin: Campanula rapunculus) er en art af klokkeslægten, som er hjemmehørende i det mest af Europa og Nordafrika. Den var i middelalderens Europa dyrket i stort omgang på grund af dens blade, som blev brugt som spinat, og dens pastinak-lignende rod, der blev anvendt som en radise. Brødrene Grimms fortælling Rapunzel tog dertil sit navn fra denne plante, som også er med i eventyret.

## Beskrivelse
Rapunsel-Klokken en toårige staude, som i gennemsnit har en højde på 40-80 cm. Stilken er oprejst, let behåret og forgrenet på toppen. Bladene er ovale og let tandede, mens de øverste blade er smalle og lancetformede. Blomsterne er hermafroditiske og er placeret i blomsterstænger, med en klokkeformet, lyseblå eller violet blomsterkrone, som omkring to centimeter lang. Alle blomsterne af planter er anbragt langs stammen i en temmelig smal ensidigt vendt klynge. Blomstringen strækker sig fra maj til september. Frugten er en aflang kapsel, som indeholder mange små frø. Planten har tykke rødder, som ligner en lille majroe, og de er spiselige.
Rapunsel-klokken er udbredt i det vestlige Asien, det nordlige Afrika og i det meste af Europa, med undtagelse af Island, Irland og Norge. Det er blevet indført i Danmark, det sydlige Sverige og Storbritannien.
Planten foretrækker kalkholdig jord og vokser i tørre enge, skove af egetræer og fyrretræer og langs vejkanter, i en højde af 0-1,500 meter over havets overflade.

## Etymologi
Slægtens latinske navn ("Campanula"), hvilket betyder små klokker, henviser til klokke-formen af blomsten, imens det specifikke navn ("rapunculus") er et diminutiv af det latinske "rapa", og betyder "lille majroe", som henviser til formen af roden.

## Galleri
- Billede af en blomsterstang
- Nærbillede af blomsten
- Nærbillede af blomsterne
- Nærbillede af en blomst fra side
- Nærbillede på blomsten af Campanula rapunculus
- Bladene af en rapunsel-klokke